# الدوري البحريني الممتاز 1991–92
الدوري البحريني الممتاز 1991-1992 هي النسخة السادسة والثلاثين من الدوري البحريني الممتاز.

## نظرة عامة
توج المحرق باللقب.